# خرده‌قشلاق
خرده‌قشلاق یکی از روستاهای استان آذربایجان شرقی است که در دهستان ورگهان بخش مرکزی شهرستان اهر واقع شده‌است.این روستا ۳۵ نفر جمعیت دارد.